# Rourea accrescens
Rourea accrescens är en tvåhjärtbladig växtart som beskrevs av E. Forero. Rourea accrescens ingår i släktet Rourea och familjen Connaraceae. Inga underarter finns listade i Catalogue of Life.